# Luke la main froide
Pour plus de détails, voir Fiche technique et Distribution.
Luke la main froide (Cool Hand Luke) est un film américain réalisé par Stuart Rosenberg, sorti en 1967. Ce film est une adaptation du roman homonyme de Donn Pearce.

## Synopsis
Pour avoir détruit des parcmètres, Luke (Paul Newman) est condamné à deux ans de travaux forcés dans un camp de prisonniers en Floride. Mais, rebelle à l'autorité des gardiens, il est également réfractaire à la discipline d'un camp où humiliations et mauvais traitements sont monnaie courante. Il tente plusieurs fois de s'évader.

## Fiche technique
- Titre : Luke la main froide
- Titre original : Cool Hand Luke
- Réalisation : Stuart Rosenberg
- Scénario : Donn Pearce
- Décors : Fred Price
- Costumes : Howard Shoup
- Photographie : Conrad L. Hall
- Son : Larry Jost
- Musique : Lalo Schifrin
- Montage : Sam O'Steen
- Production : Gordon Carroll (en)
- Société de production : Jalem Productions
- Société de distribution : Warner Brothers
- Pays d'origine : États-Unis
- Format : Couleurs (Technicolor) - 35 mm - Mono - 2,35:1
- Langue : Anglais
- Durée : 126 minutes
- Genre : Drame
- Date de sortie aux États-Unis : 1er novembre 1967
- Date de sortie en France : 29 novembre 1967
- Affiches : Bill Gold (États-Unis), Raymond Elseviers (Belgique), Jean Mascii (France)

## Distribution
- Paul Newman (VF : Marcel Bozzuffi) : Lucas Luke Jackson
- George Kennedy (VF : Raoul Delfosse) : Casse-tête
- J. D. Cannon : Society Red
- Lou Antonio (VF : Serge Sauvion) : Koko
- Robert Drivas (en) (VF : Marc de Georgi) : Loudmouth Steve
- Strother Martin (VF : Henri Virlogeux) : Capitaine
- Jo Van Fleet (VF : Paula Dehelly) : Arletta
- Clifton James (VF : Yves Brainville) : Carr
- Morgan Woodward : Chef Godfrey
- Luke Askew (VF : Claude Dasset) : Chef Paul
- Marc Cavell : Rabbitt
- Richard Davalos : Blind Dick
- Robert Donner (VF : Claude Joseph) : Chef Shorty
- Warren Finnerty : Tattoo
- Dennis Hopper : Babalugats
- John McLiam : Chef Keen
- Wayne Rogers (VF : Albert Augier) : Flambeur
- Harry Dean Stanton : Tramp
- Charles Tyner : Chef Higgins
- Ralph Waite : Alibi
- Anthony Zerbe (VF : Serge Lhorca) : Dog Boy
- Buck Kartalian : Dynamite
- Joy Harmon (en) : la fille

## Récompenses et distinctions

### Récompenses
- Oscars 1968 :
  - Meilleur second rôle masculin pour George Kennedy
- National Film Preservation Board en 2005.

### Nominations
- Oscars 1968 :
  - Meilleur acteur : Paul Newman
  - Meilleure musique originale : Lalo Schifrin[1]
  - Meilleur scénario adapté : Donn Pearce et Frank Pierson
- Golden Globe 1968 :
  - Meilleur acteur dans un film dramatique : Paul Newman
  - Meilleur acteur dans un second rôle : George Kennedy